# Grupo Fénix
El Grupo Fénix es un grupo de destacados economistas argentinos creado en el año 2000, en momentos que arreciaba la crisis económico-social que condujo al estallido de diciembre de 2001. Tiene su base en la Facultad de Economía de la Universidad de Buenos Aires (UBA). Pocos meses antes del estallido presentó su primer documento.
La primera de sus bases fundacionales es promover el desarrollo con equidad y la segunda, establecer un proyecto para la educación. La tercera premisa del Grupo Fénix es promover que Argentina sea actor de la globalización de una manera simétrica y no subordinada. Proponen la reindustrialización del país y su inserción internacional a partir del fortalecimiento del Mercosur y de la integración latinoamericana.
El grupo plasmó sus conclusiones en las sucesivas versiones del Plan Fénix.

## Miembros
- Abraham Leonardo Gak
- Alberto Barbeito
- Alberto D. Cimadamore
- Alberto Müller
- Aldo Ferrer
- Alejandro Rofman
- Alejandro Vanoli
- Alfredo T. García
- Arturo O’Connell
- Benjamín Hopenhayn
- Bernardo Lischinsky
- Carlos García Tudero
- Carlos Weitz
- Daniel Azpiazu
- Daniel Kostzer
- Daniel Pérez Enrri
- Eduardo Basualdo
- Eduardo Hecker
- Enrique Arceo
- Graciela Gutman
- Héctor Valle
- Hugo Nochteff
- Javier Lindenboim
- Jorge Gaggero
- Jorge Katz
- Jorge Román Elustondo
- Jorge Schvarzer
- José Luis Coraggio
- José María Rinaldi
- José Miguel Amiune
- José Sbattella
- Julio Ruiz
- Lucia Longo
- Luis Beccaria
- Mario Rapoport
- Marta Bekerman
- Mercedes Marcó del Pont
- Natalia Fridman
- Norberto González
- Oscar Oszlak
- Ricardo Aronskind
- Roberto Kozulj
- Roberto Tomasini
- Rubén L. Berenblum
- Salvador Treber
- Saúl Keifman
- Víctor Beker